# Café Flor de Patria (equipo ciclista)
Café Flor de Patria es un equipo de ciclismo amateur de Venezuela. Forma parte de la empresa cafetera del mismo nombre y participa en distintas competiciones a nivel nacional. El equipo cuenta con representación en las categorías Juvenil, Sub-23 y Élite en las modalidades Ruta y Mountain Bike.
Participa en el calendario nacional de la Federación Venezolana de Ciclismo, principalmente disputa la Vuelta al Táchira, la Vuelta a Venezuela y la Vuelta a Trujillo.

## Historia
El club de ciclismo fue creado en 1998 y desde su fundación ha sido reconocido por su destacada actuación y desempeño con el objetivo de impulsar el ciclismo trujillano y como estrategia de inversión social orientado a brindar apoyo al deporte. Ha participado en numerosas competencias manteniéndose entre los mejores clubes deportivos del territorio nacional. 

## Instalaciones
El equipo tiene sede en Pampán.

## Plantilla
Integrado por jóvenes talentos del estado Trujillo.